# チャリンコクラブ
チャリンコクラブは、吉本興業大阪本社所属のお笑いコンビ。NSC大阪校33期出身。

## メンバー
- 山崎和也（やまさき かずや、1986年9月6日 - ) ツッコミ担当
  - 大阪府出身。血液型A型。身長：173cm。
  - 立ち位置は向かって右。青チェックのネクタイ。
  - 現役の高校教師でもある。担当教科は化学基礎 物理基礎　生物基礎。
  - 2児の父。
  - 解散後は引退し[1]、高校教師に専念していたが、M-1グランプリ2023には元官僚芸人まつもと（イエスマン）とのユニット「教師と官僚」「劇団官僚座月組」として出場[2][3]。
  - ChatGPTにハマっている。
- 青野圭馬（あおの けいま、1985年3月28日 - )  ボケ担当
  - 大阪府堺市出身。血液型A型。
  - 立ち位置は向かって左。赤チェックのネクタイ。
  - 解散後、M-1グランプリ2023には小山謙之介（元バンジーバンク。）とのアマチュアコンビ「メランコリック」として出場[4]。

## 受賞歴
2011年 第12回新人お笑い尼崎大賞奨励賞
2015年 第4回関西演芸しゃべくり話芸大賞準グランプリ
2016年 第4回セルシーお笑いグランプリグランプリ
2017年 第6回関西演芸しゃべくり話芸大賞敢闘賞
2018年 第1回Q-1グランプリ優勝